# Копечень (Вилча)
Копечень, Копечені (рум. Copăceni) — село у повіті Вилча в Румунії. Входить до складу комуни Копечень.
Село розташоване на відстані 178 км на захід від Бухареста, 33 км на захід від Римніку-Вилчі, 75 км на північ від Крайови, 147 км на південний захід від Брашова.

## Населення
За даними перепису населення 2002 року у селі проживали 968 осіб, усі — румуни. Усі жителі села рідною мовою назвали румунську.